# آسکوین
آسکوین (به فرانسوی: Asquins) یک کمون در فرانسه است که در canton of Vézelay واقع شده‌است. آسکوین ۲۱٫۶۰ کیلومتر مربع مساحت دارد.